# NGC 7396
NGC 7396 é uma galáxia espiral (Sa) localizada na direcção da constelação de Pisces. Possui uma declinação de +01° 05' 32" e uma ascensão recta de 22 horas, 52 minutos e 22,6 segundos.
A galáxia NGC 7396 foi descoberta em 12 de Outubro de 1827 por John Herschel.